# Csikós Post

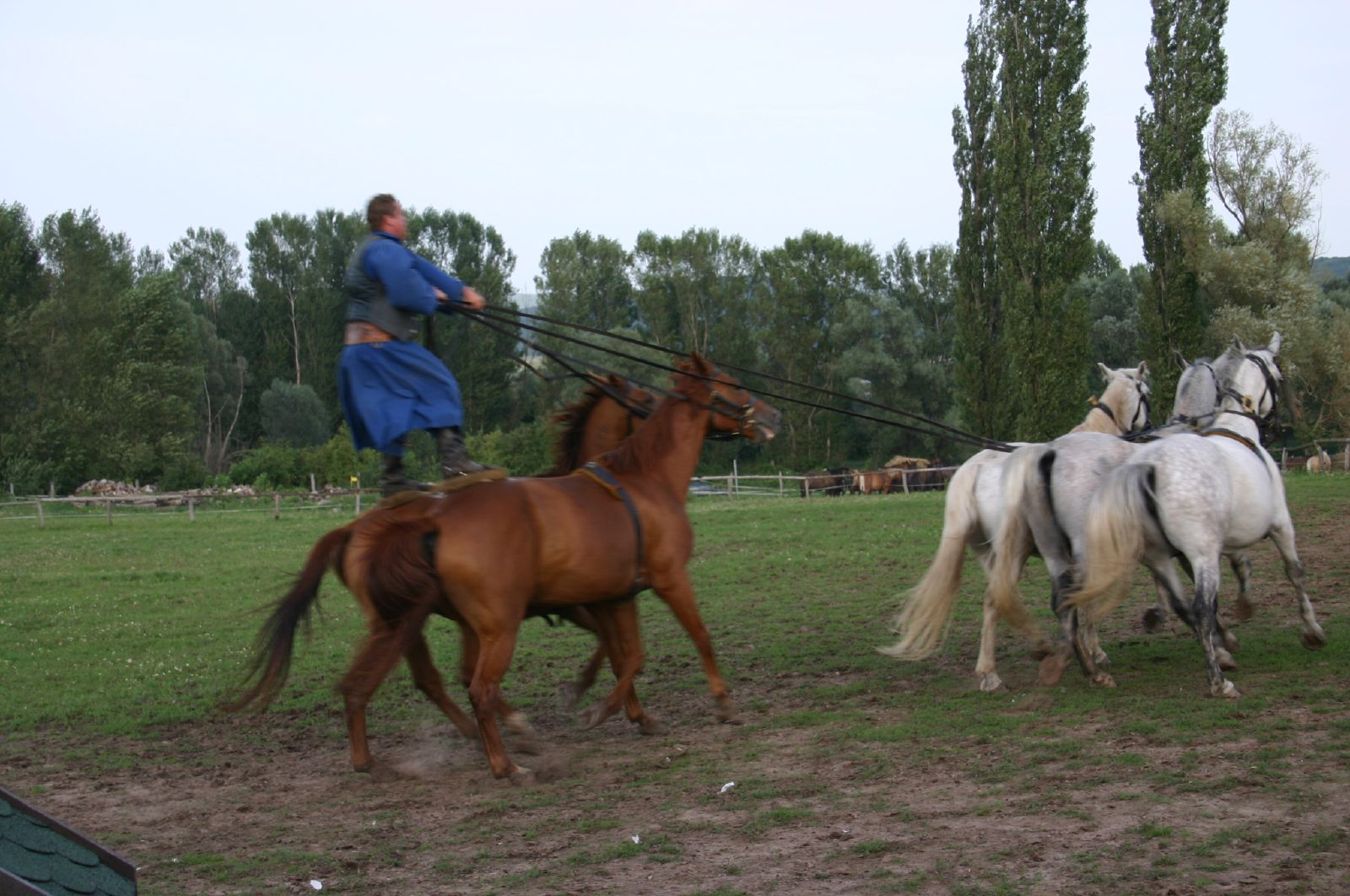
Imagen descriptiva de galope

Csikós Post (pronunciado [ˈt͡ʃikoːʃ ˈpoʃt]) es un galope compuesto por Hermann Necke como parte de su obra Klänge aus Ungarn (Sones de Hungría), publicada en 1895. En húngaro, «Csikós Post» significa «coche del correo». La pieza está compuesta en Mi menor.
La línea melódica en la que la pieza pasa a Do mayor es una variación sobre una melodía perteneciente a la Rapsodia húngara n.º 2, de Liszt.
Nintendo ha utilizado esta composición en numerosas ocasiones en diversos juegos, como Yoshi's Cookie para Super Nintendo (Action Music B), Mario y Sonic en los Juegos Olímpicos London 2012, Dance Dance Revolution Mario Mix (Fishing Frenzy), Crash 'n the Boys: Street Challenge y Daigasso! Band Brothers (Athletic Medley). También está presente en los juegos musicales O2Jam y pop'n music FEVER!.
Esta canción también ha sido objeto de varios remixes, como en Sexy Parodius (Sonic Speed Bath) y por el grupo BanYa en la saga Pump It Up. Una versión parodiada se incluyó en la película hongkonesa de animación My life as McDull. 